# 고깔제비꽃
고깔제비꽃은 제비꽃과에 속하는 여러해살이풀이다. 잎이 활짝 피기 전의 모습이 고깔 같아서 고깔제비꽃이라고 한다.

## 특징
산의 숲 속 나무 그늘이나 양지쪽에서 자라는 여러해살이풀로 뿌리줄기는 통통하며 마디가 있다. 뿌리에 모여 나는 잎은 꽃이 필 무렵이다.

## 생태
한국 각처의 산지에 나며 땅 위 줄기는 없고, 땅속줄기는 통통하며, 마디가 있다. 잎은 밑동에 2-5장이 밀생하며 가장자리에 톱니가 있고, 양면에 짧은 털이 있다. 꽃은 대개 붉은색, 홍자색으로 잎 사이에서 나온 가는 꽃줄기 끝에 붙고, 좌우상칭이다. 측판 안쪽에 다소 털이 있고, 꽃받침은 5장, 긴 타원형에 끝이 뭉뚝하다. 열매는 타원형의 삭과이며, 어린잎은 먹는다.